# Торон-и-Вакер, Андреу
Андреу Торон-и-Вакер (кат. Andreu Toron i Vaquer; 24 февраля 1815, Камела, Франция — 9 ноября 1886, Перпиньян, Франция) — каталонский изобретатель музыкальных инструментов и музыкант. Создатель современной версии Тенора.

## Биография
Родился в семье мастера в департаменте Камела на юге Франции. Андреу имел музыкальное образование, был известным исполнителем на гобое и членом различных музыкальных обществ Перпиньяна, также он работал со своим отцом Валентином Тороном над улучшением инструментов того времени, пользуясь преимуществами усовершенствований, внесенных в кларнеты и гобои. В 1840 году после свадьбы, он открыл собственное дело.
23 декабря 1849 года он представил в Перпиньяне «Обществу сельского хозяйства, искусств и наук Перпиньяна» новый тенор, которого он назвал гобой-тенор, имеющий вытянутую форму, систему клавиш и металлический колокол. Этот тенор построен более тщательно и состоит из тринадцати клавиш, позаимствованных у гобоя.
Торон получил награду во время этой сессии. Это изобретение, заимствованное Марией Вентура Хосепом, распространилось на север и юг Каталонии и стало прототипом нынешней теноры (которая сейчас построена из зизифуса).